# Wahrenberg 10

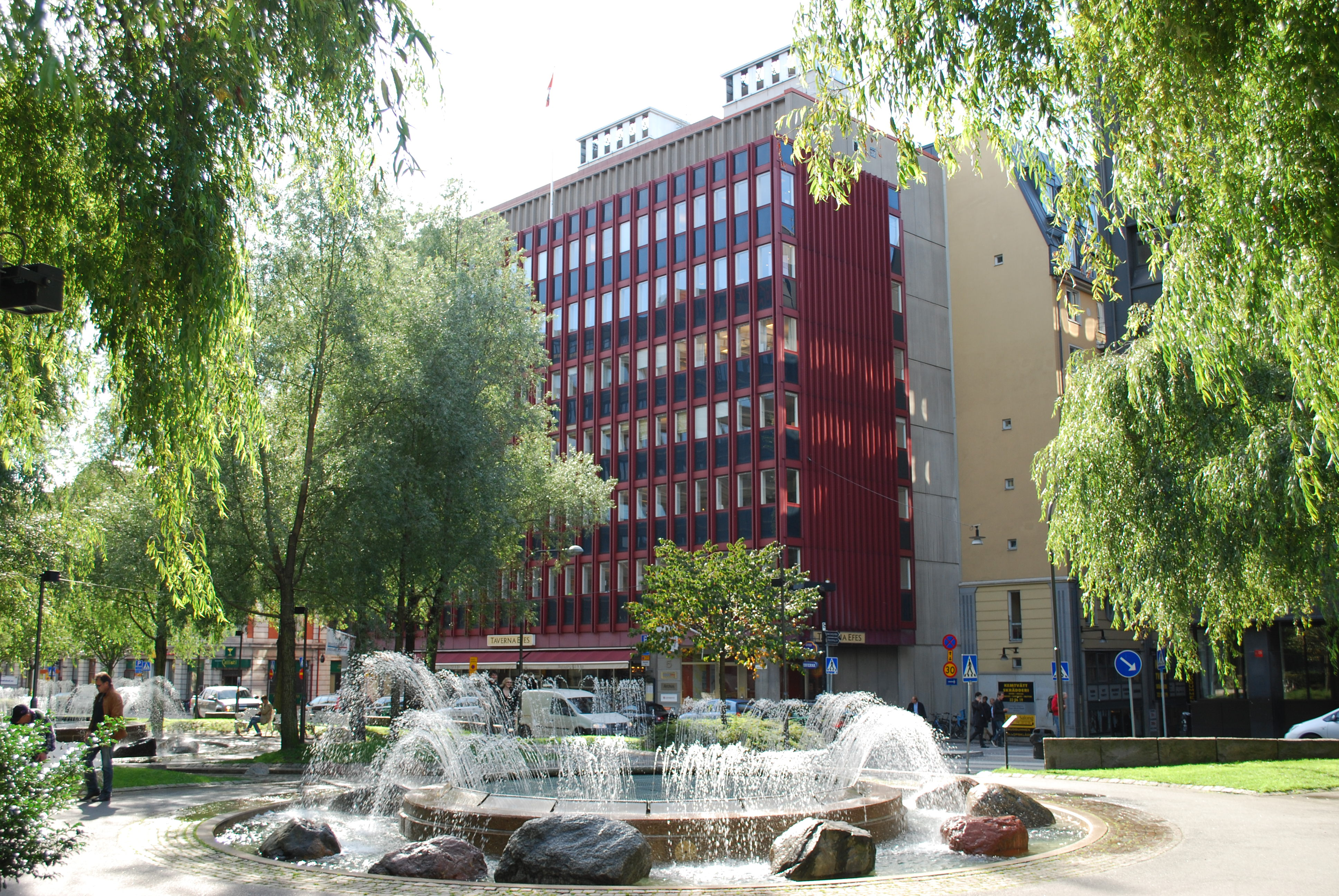
Byggnaden på Brunkebergstorg 1-5

Wahrenberg 10 är en fastighet i kvarteret Wahrenberg med adresserna Brunkebergstorg 1-5 på Norrmalm i Stockholm.
Byggnaden ritades av arkitektbyrån Boijsen & Efvergren som nytt polishus på uppdrag av Stockholms stads fastighetskontor. Byggnaden, som uppfördes 1971-1974, var en följd av Norrmalmsregleringen och den omdaning av Brunkebergstorg som genomfördes i slutet av 1960-talet och början av 1970-talet.  En lägre "systerbyggnad" inredd för Posten uppfördes utmed Drottninggatan 22-24 på motsatta sidan av ett mellanliggande parkeringshus. Detta parkeringshus blev i slutet av 1990-talet delvis ombyggt till bostäder.
Polishuset reste sig i sju våningar, med indragen takvåning, mot torget. Fasaderna artikuleras av stående och utskjutande ribbor i röd plåt i ett vertikalt raster. Detta balanseras av det svarta glaset som är placerat som bröstningar under fönstren i ett horisontellt raster.
Under byggnaden sänker sig våningar i fem plan. De undre genomkorsas av ledningstunnlar och Klaratunneln. Källaren inreddes också med motionshall, vapenförråd och avvisiteringsrum för polisen. Bottenvåningen mot torget färdigställdes för butiker, medan de övre våningarna upptogs av bland annat kontorsrum, orderrum och förhörsrum.
Idag[när?] har polisen flyttat ut ur byggnaden och huset används som kontorshus för flera företag. I de tidigare butikslokalerna bedrivs idag restaurangverksamhet.